# Renzo Montagnani

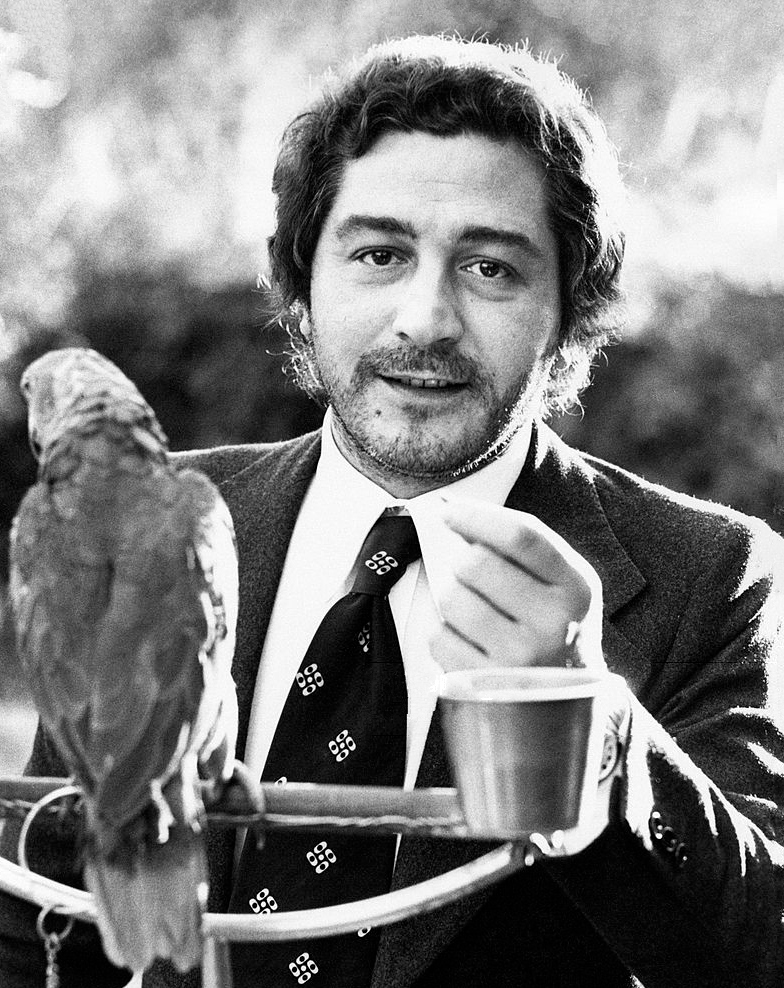
Renzo Montagnani 1971

Renzo Montagnani (* 11. September 1930 in Alessandria, Piemont; † 22. Mai 1997 in Rom) war ein italienischer Film- und Theaterschauspieler.

## Leben
Montagnani wurde als Sohn einer ursprünglich toskanischen Familie geboren und verbrachte seine Schulzeit in Florenz. Danach schrieb er sich an der dortigen Fakultät für Pharmazie ein. Bei Studentenaufführungen des Theaterclubs spielte er zusammen mit Beppe Menegatti und Ilaria Occhini, folgte diesen aber nicht zum C.S.C. nach Rom, sondern ging nach Mailand, wo er auf Revuebühnen in den Ensembles von Enrico Viarisio, Erminio Macario, Gino Bramieri und Sandra Mondaini/Raimondo Vianello engagiert war. 1959 konnte Montagnani erstmals seine vollen darstellerischen Qualitäten zeigen, als er in Indro Montanellis I sogni muoiono all'alba einen der zwei in Ungarn befindlichen Journalisten aus Italien spielte, die während der Sowjetinvasion 1956 anwesend waren. (Zwei Jahre später stellte diese Rolle unter der Regie des Autors auch sein Kinodebüt dar.) Er spielte am Mailänder „Teatro Sant'Erasmo“ unter Maner Lealdi und anschließend (ab 1963) am „Teatro Stabile“ in Triest. 1966 schließlich war er erfolgreich (mit Luigi Pirandellos Vestire gli ignudi) in Rom angelangt. Im Folgejahr spielte er in Egmont unter der Regie von Luchino Visconti.
1967 begann Montagnani mit Arbeiten für das Fernsehen, zuerst in Nebenrollen (Il mulino del Po, Sandro Bolchi; Gallina vecchia; Santa Giovanni). Mit seiner Schauspielpartnerin des letztgenannten Films, Valeria Moriconi, ging er auch zu der von 1968 bis 1970 aktiven und von ihr mitbegründeten „Compagnia dei Quattro“, mit der er Jean-Paul Sartre, Georges Feydeau und Goffredo Parise interpretierte. Ab 1971 war er Moderator der Musiksendung Milledischi, in der Neuveröffentlichungen vorgestellt wurden. Auch als Darsteller in der Serie Come un uragano und als Protagonist in der Arthur-Miller-Adaption Hexenjagd konnte er seine Bekanntheit deutlich steigern. Mit seiner an Gino Cervi gemahnenden volltönenden Originalstimme und ausgeprägten Jovialität tendierte er von nun an zur Komödie.
Auch seine Filmkarriere war bis Mitte der 1970er Jahre zwischen dramatischen und komischen Rollen oszilliert. Neben ernsthaften Rollen (Faustina 1968, I sette fratelli Cervi 1968, Metello 1970 nach Vasco Pratolini – sein Durchbruch im Kino; Die Ermordung Matteottis 1973, Tödlicher Irrtum 1973) nahm er gutbezahlte Rollen in zahlreichen anspruchslosen Komödien an – er musste für teure medizinische Behandlungsmethoden seines schwerkrank geborenen Sohnes Daniele aufkommen. Ab 1975 spielte Montagnani in kaum zu zählenden Sexy Comedies, die ihn als mittelalten Lehrer/Ehemann/Polizisten/Bürgermeister inmitten einer Menge junger, leichtbekleideter Damen zeigten – oft geschmäht von der ernsthaften Kritik, die für ihn das Wort „ginecomico“ (etwa: „Gynäkomiker“) erfand. Gleichwohl konnte er immer wieder, wenn auch selten, in anspruchsvollen Filmen und Rollen reüssieren. Seine bekannteste unter diesen ist wohl die des „Guido Necchi“ in den zwei Amici miei-Fortsetzungen.
Gelegentlich war Montagnani auch während seiner hochbeschäftigten Kino-Zeit für das Fernsehen (La giacca verde, 1980), das Theater (La coscienza di Zeno, 1978, unter Franco Giraldi) und als Synchronsprecher tätig. Nach den 1980er Jahren nur noch einmal im Kino, aber in  etlichen Fernsehserien zu sehen, starb er 1997 an Lungenkrebs.

## Filmografie (Auswahl)
- 1961: I sogni muoioni all'alba
- 1966: Flitterwochen auf italienisch (Viaggio di nozze all'italiana)
- 1968: Faustina (Faustina)
- 1968: Huckepack (La matriarca)
- 1968: Die sieben Brüder Cervi (I sette fratelli Cervi)
- 1970: Als die Frauen noch Schwänze hatten (Quando le donne avevano la coda)
- 1970: Documenti su Giuseppe Pinelli (2. Episode)
- 1970: Metello
- 1972: Una cavalla tutta nuda
- 1972: Pinocchio (Le avventure di Pinocchio) (Fernseh-Miniserie)
- 1972: Toll trieben es die alten Germanen (Quando le donne persero la coda)
- 1972: Die Waffe, die Stunde, das Motiv (L'arma, L'ora, il movente)
- 1973: Die Abenteuer des Rabbi Jacob (Les aventures de Rabbi Jacob)
- 1973: Die Ermordung Matteottis (Il delitto Matteotti)
- 1973: Number One
- 1973: Tödlicher Irrtum (Rappressaglia)
- 1975: Komm, wir machen Liebe (La moglie vergine)
- 1975: Sommernächte… und alle Grillen lachen (Peccati in famiglia)
- 1976: An den Quellen der Mafia (Alle origini della mafia) (Fernseh-Miniserie)
- 1976: Zum Teufel mit der Jungfernschaft (La segretaria privata di mio padre)
- 1977: Die letzten Heuler der Kompanie (La soldatessa  alla visita militare)
- 1977: Mit der Pille umso toller (Il ginecologo della mutua)
- 1978: Flotte Teens und die neue Schulmieze (L'insegnante va in collegio)
- 1978: Die Hauslehrerin (L'insegnante viene a casa)
- 1978: Die trüben Tassen der Stube 9 (La soldatessa alle grandi manovre)
- 1979: Entschuldigen Sie, sind Sie normal? (Scusi, lei è normale?)
- 1979: Flotte Teens und Sex nach Noten (L’insegnante balla… con tutta la classe)
- 1979: Ein nacktes Mädchen weiß zuviel (La vedova del trullo)
- 1979: Reise mit Anita (Viaggio con Anita)
- 1979: Ein seltsames Spiel (La giacca verde) (Fernsehfilm)
- 1979: Eine total verrückte Kompanie (Riavanti… marsh!)
- 1979: Ein Zwinger voll Verrückter (Dove vai se il vizietto non ce l'hai?)
- 1980: Don Tango – Hochwürden mit der kessen Sohle (Qua la mano)
- 1980: Flotte Teens runter mit den Jeans (La liceale al mare con l'amica di papà)
- 1980: Urlaubsreport alleinstehender Frauen (La moglie in vacanza… l'amante in città)
- 1981: Carabinieri… ab in die Polizeischule (I carabbinieri)
- 1981: Hilfe, meine Frau geht wieder zur Schule (Mia moglie tona a scuola)
- 1981: Männer mögen's heiß (L'amante tutta da scoprire)
- 1981: Eine Superpolizistin in New York (La poliziotta a New York)
- 1982: Lotto auf italienisch (Giocare d'azzardo)
- 1982: Meine Freunde (Amici mei atto II°)
- 1982: Ein pikantes Geschenk (Le cadeau)
- 1983: Himmel und Hölle (State buoni se potete)
- 1987: Der schlaue Fuchs (Il volpone)
- 1987: Sorry, Sherlock Holmes (Invegastori d'italia)
- 1989: Die Entführung der Achille Lauro (Voyage of Terror: The Achille Lauro Affair)
- 1989: Die Verlobten (I promessi sposi) (Fernseh-Miniserie)
- 1993–1994: Don Fumino (Fernsehserie, 26 Folgen)